# 6657 Otukyo
A 6657 Otukyo (ideiglenes jelöléssel 1992 WY) a Naprendszer kisbolygóövében található aszteroida. Atsushi Sugie fedezte fel 1992. november 17-én.